# Loi Duplomb
Loi visant à lever les contraintes à l'exercice du métier d'agriculteur
Lire en ligne

LOI n° 2025-794 du 11 août 2025 visant à lever les contraintes à l'exercice du métier d'agriculteur

La loi Duplomb, en format long loi visant à lever les contraintes à l'exercice du métier d'agriculteur, est une loi française portée par les sénateurs Laurent Duplomb (LR) et Franck Menonville (UDI).
La loi reprend plusieurs revendications de la Fédération nationale des syndicats d'exploitants agricoles (FNSEA), le syndicat agricole majoritaire favorable à l'agriculture intensive, notamment en autorisant sous certaines conditions des dérogations pour l'acétamipride, un pesticide toxique, et en facilitant l'agrandissement des bâtiments d'élevage et les projets de méga-bassines.
Elle est soutenue par le gouvernement Bayrou, l'extrême droite, la Coordination rurale, mais combattue par la gauche, les écologistes, des associations environnementales, la Confédération paysanne, de nombreux scientifiques, l'ordre des médecins, et la Ligue nationale contre le cancer.
La loi est adoptée par l'Assemblée nationale le 8 juillet 2025, mais elle divise les agriculteurs et suscite une forte opposition dans l'opinion publique. Une pétition demandant son abrogation recueille en quelques jours plus de deux millions de signatures. La loi est promulguée le 12 août 2025, sans son article le plus controversé sur les pesticides, censuré par le Conseil constitutionnel. 

## Mesures promulguées

### Indépendance de l'Agence nationale de sécurité sanitaire
La proposition de loi prévoyait que le contrôle des pesticides, qui incombait à l'Agence nationale de sécurité sanitaire de l'alimentation, de l'environnement et du travail (Anses), soit confié à un nouveau « conseil d’orientation pour la protection des cultures » dont les membres seraient nommés par décret.
Le texte voté au parlement rend son indépendance à l'Anses, tout en précisant que ses décisions doivent tenir compte des circonstances « agronomiques, phytosanitaires, et environnementales, y compris climatiques qui prévalent sur le territoire national ».
Un décret modifie ensuite le sens de ce vote menant à une controverse.

### Stockage de l'eau
La loi prévoit une présomption d'« intérêt général majeur » pour « les projets destinés au stockage de l'eau et aux prélèvements nécessaires au remplissage des plans d'eau, permanents ou non ». Elle facilite la construction de retenues de substitutions (dites « mégabassines ») et limite les possibilités de recours juridiques,.

### Agrandissement des élevages
La loi relève les seuils à partir desquels les élevages doivent réaliser une procédure d'évaluation environnementale et être enregistrés comme installations classées pour la protection de l'environnement (ICPE), de sorte que davantage d'exploitations agricoles de taille industrielle peuvent échapper à des contrôles stricts. Ces seuils, auparavant alignés sur ceux de la Directive européenne relative aux émissions industrielles (en), passent par exemple de 2 000 à 3 000 cochons pour une porcherie, et de 40 000 à 85 000 poulets pour un élevage de volailles,.
Il s'agit d'une demande des filières d'élevage et de la FNSEA qui ne concerne que 3 % des exploitations, mais où sont concentrés 60 % des animaux d'élevage, et qui a pour cette raison « été décriée par les associations et une partie du monde paysan comme emblématique d’un texte calibré pour une minorité d’agriculteurs ». Les fédérations réclamaient une application immédiate de cette mesure, mais elle n'entrera en vigueur que fin 2026. Cependant, le gouvernement envisage de créer ultérieurement un régime d'autorisation environnementale spécifique aux élevages pour les sortir à terme du régime ICPE,.

### Affaiblissement de la police de l'environnement
L'Office français de la biodiversité (OFB) passe de la tutelle du ministère de l'Agriculture, à celle de la tutelle directe du préfet pour la police administrative et du procureur de la République pour le judiciaire, ce qui pourrait réduire l'indépendance et l'efficacité des contrôles environnementaux,.
La loi ouvre la voie à plusieurs régressions environnementales et sanitaires majeures,,, alors que la loi pour la reconquête de la biodiversité, de la nature et des paysages inscrit que « la protection de l'environnement dans les textes ne peut faire l’objet que d’une amélioration constante » selon l'article L. 110-1 du Code français de l'environnement,,.

### Suppression de la séparation conseil/vente de pesticides
La loi supprime la stricte séparation entre l’activité de conseil agricole et la commercialisation de produits phytosanitaires, issue de la loi des premiers États généraux de l'alimentation de 2018, une disposition qui visait initialement à éviter les conflits d’intérêts. Désormais, les coopératives agricoles peuvent de nouveau cumuler les deux activités, ce qui, selon plusieurs associations environnementales et syndicats de scientifiques, risque de renforcer la dépendance des exploitants aux intrants chimiques.

## Mesures censurées par le Conseil constitutionnel

### Réautorisation dérogatoire de néonicotinoïdes
Le texte autorise les ministres à accorder, par décret, une dérogation à l'interdiction de l'usage de plusieurs pesticides de la famille des néonicotinoïdes (l'acétamipride, du sulfoxaflor et du flupyradifurone). La dérogation nécessite la publication d'un décret filière par filière. Elle est conditionnée à l'approbation de la substance active au niveau européen, à l'existence d'« une menace grave compromettant la production agricole », en l'absence ou l'insuffisance manifeste d'alternatives,, — c'est-à-dire d'efficacité semblable et au coût « acceptable pour les exploitants » —, ainsi que l'existence d'un plan de recherche sur les alternatives.
Rien dans la loi ne limite formellement les dérogations à certaines cultures, les agriculteurs devant seulement démontrer correspondre aux conditions d'application des dérogations. A priori, cela limiterait toutefois le champ d'application aux betteraves, aux noisettes, aux kiwis (sur une surface d'environ 410 000 hectares en France) et aux pommes de terre. Les parcelles concernées représentent ainsi au maximum 1,7 % des surfaces agricoles utilisées selon le député Julien Dive (LR), mais l'acétamipride pourrait se diffuser plus largement, sur les parcelles voisines ou à travers les eaux de pluie. 
La mesure est déclarée contraire à la Constitution le 7 août 2025 par le Conseil constitutionnel, qui estime qu'elle « [prive] de garanties légales le droit de vivre dans un environnement équilibré et respectueux de la santé ». S'il reconnaît la poursuite d'un motif d'intérêt général, le Conseil pointe du doigt un « encadrement insuffisant », en l'absence de contrainte explicite sur les filières agricoles concernées, sur le type d'usage et de traitement rendus possibles par les dérogations, et de durée déterminée dans leur application,. 

#### Contexte
En France, les néonicotinoïdes sont interdits depuis 2018 par la loi pour la reconquête de la biodiversité, de la nature et des paysages, qui prévoyait cependant des dérogations jusqu'au 1er juillet 2020,. La prolifération du virus de la jaunisse en 2020 pousse la France et dix autres pays européens à réautoriser des dérogations pour certains néonicotinoïdes à destination des cultures de betteraves sucrières. Ces dérogations sont prévues par la loi du 14 décembre 2020 pour être possibles jusqu'en 2023 et délivrable « en cas de danger sanitaire »,,. Considérées « justifiées » par l'Autorité européenne de sécurité des aliments (EFSA) pour les dérogations d'urgences accordées par les états en 2020 et 2021, les dérogations en générales sont jugées illégales le 19 janvier 2023 par la Cour de justice de l'Union européenne,,,, qui motive sa décision par le fait que les néonicotinoïdes concernés sont expressément interdits et ne peuvent donc pas prétendre aux dérogations pour les produits « ne satisfaisant pas aux conditions prévues » par les textes européens. Le Conseil d'État français confirme ce jugement le 3 mai 2023.
Au niveau européen, si trois des sept néonicotinoïdes sont interdits (clothianidine, imidaclopride, thiaméthoxame),, l'acétamipride reste autorisée jusqu'en 2033, le temps d'un réexamen complet par l'EFSA,, qui a toutefois suggéré en 2024 de diviser par cinq les doses journalières admissibles. Début 2025, l'EFSA releve la dose résiduelle maximale autorisée pour l'acétamipride dans le miel de 0,05 à 1 mg/kg. L'acétamipride est autorisé dans diverses circonstances dans tous les autres pays de l'Union européenne,,.

## Parcours parlementaire

### Projet de loi 2023
Le projet de loi d'orientation et d'avenir agricole, initialement intitulé « pour la souveraineté agricole et le renouvellement des générations en agriculture », est une promesse de campagne d'Emmanuel Macron, réitérée lors de sa seconde candidature en septembre 2022, dont le parcours parlementaire est qualifié de chaotique par certains députés. Le Sénat adopte le 16 mai 2023 la proposition de loi pour « un choc de compétitivité en faveur de la ferme France »,.

### Projet de loi 2024
Le texte est en partie remanié sous la pression syndicale après le mouvement des agriculteurs de 2024 pour renforcer les États généraux de l'alimentation,, présenté en conseil des ministres en avril 2024, puis examiné par les députés à partir de mi-mai 2024,,,,, et voté en première lecture à l'Assemblée nationale le 28 mai 2024,. Son examen est retardé en 2024 par la dissolution de l'Assemblée nationale puis par la censure du gouvernement Barnier.
Le texte est déposé de nouveau le 1er novembre 2024, et voté en janvier 2025 par les sénateurs,.
Il est examiné en commission à l'Assemblée nationale mi-mai. Le 27 mai 2025, le rapporteur de la loi, Julien Dive (LR) obtient le vote à l'Assemblée d'une motion de rejet préalable — entraînant le rejet en bloc des amendements de l’opposition — notamment sous l'impulsion des députés macronistes et de droite, afin de permettre un passage accéléré en commission mixte paritaire (CMP),, qui permet de renvoyer le texte dans sa version issue du Sénat en CMP sans débat en séance publique,, à la satisfaction de la Fédération nationale des syndicats d'exploitants agricoles (FNSEA),,.
La CMP se réunit le 30 juin, et la loi est validée par le Sénat le 2 juillet, puis adoptée définitivement par l'Assemblée nationale le 8 juillet,. Au total, 564 députés ont pris part au vote : 316 votent pour, 223 votent contre, et 25 s'abstiennent.
Le 11 juillet et le 16 juillet 2025, plus de soixante députés et sénateurs de gauche saisissent le Conseil constitutionnel pour censurer le texte, invoquant notamment le principe de non-régression, le principe de prévention et le principe de précaution du droit de l'environnement. Ils contestent également la légitimité du mode d’adoption, jugé contraire au principe de clarté et de sincérité du débat parlementaire,,,. Le 7 août 2025, le Conseil constitutionnel entérine une grande partie du texte mais censure l'autorisation des néonicotinoïdes dont l'acétamipride.
La loi  est promulguée le 12 août 2025, sans son article sur la réintroduction à titre dérogatoire de l’acétamipride, qui pourrait faire l'objet d'une nouvelle loi.

## Controverses

### Influence de la FNSEA
Le texte de loi porte, et reproduit parfois au mot près,, les revendications du syndicat agricole majoritaire, la Fédération nationale des syndicats d'exploitants agricoles (FNSEA), qui a fait du lobbying auprès des députés. Plusieurs députés reçoivent des lettres, courriels et coups de fil de représentants agro-industriels les incitant à voter le texte,,,,.
La remise en question du plan Écophyto — une politique publique de réduction de l'usage agricole de pesticides —, déjà récemment affaibli par un changement d'indicateur, est l'une des premières mesures annoncées par le gouvernement, et faisait partie des nombreuses propositions de la FNSEA après le mouvement de contestation des agriculteurs,.
Laurent Duplomb, qui fait lui-même remonter son ascension politique à son lien avec la FNSEA alors qu'il était jeune exploitant agricole est devenu sénateur en 2017. Opposé à l'agroécologie, il est décrit comme un fervent défenseur de l'agriculture productiviste et un relais actif des positions de la FNSEA. Il s'est ainsi mobilisé pour porter l'amendement destiné à « renforcer les sanctions encourues en cas d’intrusion illégale dans une exploitation agricole », qui visait les associations écologistes, et celui envisageant la suppression de l'Agence française pour le développement et la promotion de l'agriculture biologique (Agence Bio) ; il a pendant les débats assuré que le changement climatique était plutôt bénéfique pour sa région.
Selon une analyse de Mediapart, onze (sur quatorze) membres de la commission mixte paritaire, qui a, dans les faits, rédigé la loi, sont issus de la profession agricole et quatre ont exercé des mandats importants à la Fédération nationale des syndicats d'exploitants agricoles. En juillet, le directeur des affaires publiques de la FNSEA, Xavier Jamet, est nommé directeur de cabinet de la porte-parole du gouvernement,, avec l'obligation d’un déport sur les questions agricoles.
La confédération générale des planteurs de betteraves, l'une des associations spécialisées de la FNSEA, a largement pesé dans l'adoption de la loi, notamment concernant la réautorisation de l’acétamipride,.

### Impacts des néonicotinoïdes
Cette mesure est l’un des points les plus controversés du texte.
Les partisans mettent en avant la survie de certaines filières agricoles françaises face à l'autorisation de l'utilisation de l'acétamipride dans le reste du marché commun européen,, tandis que les opposants pointent le risque pour la santé humaine et pour les écosystèmes, notamment à travers l'impact des néonicotinoïdes sur les abeilles et autres insectes pollinisateurs,.

#### Aspects économiques et existence d'alternatives
Pour Laurent Duplomb, l'interdiction totale de l'acétamipride en France revient à imposer une « concurrence déloyale » à ses agriculteurs, les autres pays d'Europe ayant continué à autoriser cette molécule. Ce qui revient « à acheter des produits qui viennent d’ailleurs et qui ne correspondent pas [aux] normes [françaises] »,,. Certains membres du Gouvernement, comme Aurore Bergé, rejoignent cette position en soulignant l'absence d'alternatives (uniques) aussi efficaces que l'acétamipride,.
Le secteur de la betterave a perdu en moyenne 15 % de ses récoltes par an depuis l'interdiction des néonicotinoïdes en 2018 selon le Ministère de l'Agriculture, en prenant en compte l'épisode de la jaunisse de 2020 (la perte a atteint 70 % en Île-de-France sur cette année) et les dérogations accordées jusqu'en 2023. Sur la même période, la filière est également affectée par la chute des prix du sucre et de la betterave (fin des quotas sucriers en 2017 et concurrence par l'importation massive de sucre ukrainien depuis fin 2023).
En 2018, l'Agence nationale de sécurité sanitaire de l'alimentation, de l'environnement et du travail (Anses) recense une solution alternative crédible à 96 % des cas d'usages agricoles de tous les néonicotinoïdes (y compris ceux non concernés par la loi). Les 4 % restants concernent la lutte contre six insectes : la mouche des grains de maïs, la mouche de la framboise, le puceron du navet, le scolyte du cerisier, le hanneton forestier, le chrysomèle en forêt et le balanin des noisettes.
Déjà saisi en 2020 sur une loi autorisant des dérogations pour des néonicotinoïdes (dont l'acétamipride) en cas de danger sanitaire pour les betteraves sucrières, le Conseil constitutionnel reconnaît « [la poursuite d'] un motif d'intérêt général » qui « ne priv[e] pas de garanties légales le droit de vivre dans un environnement équilibré et respectueux de la santé », même s'il le limite, de façon « proportionnée à l'objectif poursuivi ». Jusqu’en 2023, des dérogations sont ainsi accordées aux betteraviers. En 2021, les dérogations d'urgences accordées par des pays européens en 2020 et 2021 sont considérées « justifiées » par l'Autorité européenne de sécurité des aliments (EFSA) du fait de l'absence d'alternative ou du risque de nuisibles.
Pour le cas de la betterave, des alternatives à l'acétamipride sont recherchées depuis 2021 par le Plan national de recherche et innovation (PNRI). Si aucune alternative unique aussi efficace que les néonicotinoïdes n'a été identifiée au moment du vote de la loi Duplomb, l'Institut national de recherche pour l'agriculture, l'alimentation et l'environnement (INRAE) et l'Anses proposent une combinaison de méthodes (lâchers de prédateurs, sélection génétique, associations de cultures…) présentant une « efficacité similaire »,. L'Anses recense 22 solutions existantes pour « lutter contre les pucerons et la maladie de la jaunisse dans les cultures de betteraves sucrières ». En juin 2024, un rapport de l'EFSA considère que cela suppose « la reconception des systèmes de production [et] un glissement progressif vers de nouvelles pratiques, en particulier des méthodes mixant les solutions chimiques et non chimiques. ».
Pour l’ordre des médecins, « la compétitivité agricole et les distorsions de concurrence au sein de l’Union européenne ne doivent pas servir d’arguments pour relâcher notre vigilance en matière de protection de la biodiversité et de santé humaine ».

##### Santé humaine
L'acétamipride est une substance nocive en cas d'ingestion,. Ses effets sur la santé humaine, aux doses réelles d'exposition à travers l'agriculture, restent incertains selon le consensus scientifique à propos de la dangerosité ou de l'innocuité de cet insecticide,,. Pour le chimiste et toxicologue Jean-Marc Bonmatin, il est « probablement [...] l’un des plus dangereux pour les humains ».
S'il est accusé d'être cancérogène, l'acétamipride n'est pas classé comme tel par le Centre international de recherche sur le cancer (CIRC). En particulier, aucune donnée scientifique ne fait de lien entre l'acétamipride et le cancer du pancréas pointé par la députée écologiste Sandrine Rousseau. Deux études indiquent en revanche que la substance peut accélérer le développement de tumeurs mammaires au moins chez les rongeurs, (en général, chez le rat, 1/4 des tumeurs mammaires sont cancéreuses).
L’Autorité européenne de sécurité des aliments (EFSA) souligne, dans ses évaluations, l’existence d’incertitudes majeures sur les effets de l’acétamipride sur le développement neurologique des enfants, et divise en conséquence par cinq la dose journalière admissible — soit la quantité estimée d’une substance pouvant être consommée quotidiennement pendant toute sa vie sans présenter de risque pour la santé —, qui passe en 2024 de 0,025 à 0,005 mg/kg. L'EFSA appelle également la communauté scientifique à poursuivre les recherches sur son possible statut de perturbateur endocrinien. Des recherches menées sur des animaux suggèrent que l'acétamipride pourrait altérer le métabolisme des glucides, contribuer à l’augmentation des cas de diabète de type 2 ou être un facteur de risque pour les maladies rénales chroniques. Il pourrait également altérer la fertilité et avoir des effets immunotoxiques. Le Conseil national de l'Ordre des médecins juge que « sur le plan médical (…) le doute n’est pas raisonnable lorsqu'il s'agit de substances susceptibles d’exposer la population à des risques majeurs ».
Une étude a identifié de l’acétamipride dans l’urine de nouveau-nés, et que ceux qui avaient les taux les plus élevés étaient de plus faible poids. Une autre étude en a identifié dans le liquide céphalo-rachidien des enfants. Ce qui atteste que le neurotoxique peut atteindre le système nerveux central humain.
La réautorisation de l'acétamipride pour des usages agricoles est mise en parallèle de son autorisation dans les usages domestiques par la ministre de l’Agriculture, Annie Genevard, et Arnaud Rousseau, président de la FNSEA et cultivateur de betteraves. Partisans de la loi Duplomb, ils affirment que les Français sont déjà exposés à l'acétamipride à travers les insecticides et les colliers antipuces des animaux de compagnie en France,,. Ces affirmations sont contestées par l'association Générations Futures,. En réalité, si les colliers autorisés par l'Anses ne contiennent de fait pas d'acétamipride,,, certains contiennent bien d'autres néonicotinïdes comme l'imidaclopride,, interdit dans l'agriculture au niveau européen. En outre, l'Anses alertait en 2020 sur la vente en ligne de colliers chinois ne respectant pas la règlementation européenne, qui pourraient donc contenir de l'acétamipride,.

##### Impact sur les écosystèmes
Si l'acétamipride est peut-être le moins toxique des néonicotinoïdes pour les abeilles,, l'écologue Philippe Grandcolas, un des directeurs scientifiques adjoints de l'Institut écologie et environnement du Centre national de la recherche scientifique (CNRS), trouve cette toxicité toujours trop élevée et aggravée par sa capacité de diffusion dans l'environnement, évoquant un « consensus scientifique » sur la question,. Il renvoie à plusieurs études attestant de la toxicité de l'acétamipride pour des espèces animales : les mammifères, les abeilles sauvages et domestiques, les amphibiens, ou encore les mollusques. Il juge également la betterave à sucre comme n'étant pas indispensable à la nourriture,. Les effets sur la santé humaine, aux doses réelles d'exposition à travers l'agriculture, restent quant à eux incertains selon le consensus scientifique en vigueur,,.
Plusieurs études scientifiques indiquent que ces substances ont des effets neurotoxiques sur les insectes, affectant leur mémoire, leur orientation et leur comportement de butinage ; sont systémiques, c’est-à-dire présentes dans toute la plante, y compris le pollen et le nectar et sont persistent dans les sols, affectant à long terme la faune non ciblée.
S’agissant de la biodiversité, terrestre ou aquatique, peu de doutes subsistent concernant les conséquences néfastes du pesticide. Celui-ci, à l’image des autres néonicotinoïdes, peut perdurer pendant « plusieurs décennies » dans les sols et voit « sa toxicité augmenter de 100 fois au contact de fongicides » vaporisés dans les champs, selon l’entomologiste Philippe Grandcolas, directeur adjoint scientifique national de CNRS Écologie et Environnement. L’acétamipride est toxique à 100 % et est « nocif sur le long terme » pour toutes « les bestioles qui supportent la vie sur cette planète », insiste Jean-Marc Bonmatin. Plusieurs travaux confirment des risques d’altération du comportement, du microbiome, de l’immunité et des capacités d’apprentissage et de mémoire des pollinisatrices solitaires consécutifs à une exposition à l’acétamipride.
Cet insecticide a été identifié dans l'eau de pluie au Japon.

### Décret de remise en cause de l'indépendance de l'Agence nationale de sécurité sanitaire
Le même jour que l'adoption définitive de la loi, un décret cosigné par Annie Genevard, ministre de l'Agriculture, Agnès Pannier-Runacher, ministre de la Transition écologique et par Catherine Vautrin, ministre de la Santé revient sur l'indépendance de l'Agence en indiquant qu'elle devra considérer les priorités du ministère de l'agriculture lorsqu'elle établira son calendrier d'examen des autorisations de mise sur le marché de pesticides. Ce que les députés avaient refusé de faire à une large majorité lors des débats,,.
Les députés socialistes, déplorent un « passage en force inacceptable ».
Le décret est attaqué le 21 juillet 2025 devant le Conseil d'État par Agir pour l'environnement. L'ONG dénonce notamment « la violation du principe de précaution », et du principe de prévention, ainsi que « l’incompétence du gouvernement pour prendre une disposition qui ne pouvait intervenir que par voie législative ».

### Usage de la ressource en eau
En 2025, seuls 15 % des exploitants agricoles français irriguent des cultures, seul 1 % d’entre eux seront raccordés aux mégabassines. Ces exploitations cultivent en grande partie des céréales destinées à l’exportation. Ce constat interroge les opposants à ce type d'ouvrage sur l'accaparement de la ressource en eau.

### Consultation d'avis scientifique
Parmi les 53 personnalités auditionnées par les élus du Sénat, aucun médecin, toxicologue, épidémiologiste, représentant de l’Inserm, du CNRS, du ministère de la Santé ou du Travail, de la Caisse nationale d’assurance maladie ou de la Mutualité sociale agricole n'est consulté, alors que les pesticides sont reconnus comme un risque aggravant de maladies professionnelles. Le rapport du Sénat sur la proposition de loi précise en effet que les 13 heures d'auditions menées pour l'ensemble du texte l'ont été avec les « parties prenantes agricoles » — les représentants des filières, les syndicats, les associations de protection de l'environnement, ou encore les administrations concernées par le texte. Le rapport évoque également « un laps de temps très resserré » pour mener ces auditions.
Certaines parties de la loi, notamment celles sur la réintroduction de l'acétamipride, s'appuient entre autres sur les avis de l'EFSA, une agence européenne créée « dans le but de servir de source impartiale d’avis scientifiques pour les gestionnaires des risques et de communiquer sur les risques associés à la chaîne alimentaire ». Les avis de l'agence s'appuient à la fois sur des études réalisées par des chercheurs indépendants et sur des études réalisées par les fabricants eux-mêmes, mais imposent un cahier des charges très particulier qui exclut de fait un certain nombre d'études indépendantes. Pour certains opposants, cela fait que ces avis ne reflètent pas la connaissance scientifique. Ils dénoncent également l'absence d'études sur les « effets cocktails » liés à la combinaison des différents pesticides.

### Gestion de l'intérêt général
Selon Florence Habets, hydrologue au CNRS, nos fonctionnements actuels conduisent à une impasse, alors que l’on bute sur des limites physiques. Elle pointe qu'une large partie des cultures de betteraves — pour lesquelles les néonicotinoïdes sont ré-autorisées — sert à produire de l’agrocarburant. Le stockage de l’eau, « présumés d’intérêt général majeur » et la réintroduction de néonicotinoïdes cristalise une crise de l’intérêt général versus des intérêts particuliers. Elle représente une rupture de société dans la négation du bien commun et l’intérêt des Français.

## Réactions
L'adoption de la loi provoque de vives réactions. Le texte rencontre l'opposition de scientifiques, de médecins,, et d'associations de protection de l'environnement,,, de la gauche et d'une partie non négligeable du bloc central.

### Société civile
Le 8 juillet, lors de l'adoption de la loi à l'Assemblée nationale, Fleur Breteau, fondatrice du collectif Cancer colère, prend la parole avec véhémence dans l'hémicycle de l'Assemblée nationale et déclare : « Vous êtes les alliés du cancer, et nous le ferons savoir ! ». Son intervention est très remarquée,.
Plusieurs centaines de milliers de personnes interpellent leurs députés qui ont voté en faveur de cette loi,.
Plusieurs personnalités s'opposent publiquement à la loi, notamment Pierre Niney, Julien Doré, Nicolas Mathieu, EnjoyPhoenix, Agnès Ledig,. Le 24 juillet, un collectif de presque 400 restaurateurs, dont Chloé Charles, Mauro Colagreco et Olivier Roellinger, publie une tribune dans Le Monde, au retrait de la loi,.
Une pétition en ligne s'opposant au texte, initiée le 10 juillet sur le site de l'Assemblée nationale par Éléonore Pattery, étudiante en santé environnementale et affiliée à aucun parti ni aucune association,, obtient un soutien inédit,,,,. Le 19 juillet, elle passe le cap des 500 000 signatures, ouvrant la possibilité, si ces signatures proviennent d'au moins 30 départements différents, d'être rediscutée à l'Assemblée nationale (sans examen sur le fond, ni possibilité d'une abrogation, ni vote,), ce qui serait une première au sein de la Ve République. Le 28 juillet 2025, la pétition dépasse 2 millions de signatures,. Selon Laurent Duplomb, cette initiative « montre clairement deux visions opposées de notre société, [la sienne] qui repose sur le travail [et] celle des pétitionnaires […] qui se résume à ne plus rien produire chez nous ». Le 27 juillet, La Tribune Dimanche publie un sondage dévoilant que 61% des Français sont défavorables à la loi, dont 46 % se disent « très défavorables ». Le 2 août, un sondage en ligne effectué par YouGov France du 28 au 31 juillet 2025 dévoile qu'une majorité de Français est favorable à un nouveau vote, ce qu'Emmanuel Macron peut réclamer en activant l’article 10 de la Constitution[réf. nécessaire].

### Monde scientifique et médical
De nombreux scientifiques et des associations de lutte contre le cancer (Ligue nationale contre le cancer, Médecin du monde) s'opposent à la loi,. Dès mai 2025, durant le parcours parlementaire de la loi, 1 279 chercheurs, médecins et soignants publient ainsi une lettre ouverte aux ministres de la Santé, de l'Agriculture, du Travail et de l'Environnement, et voient dans la loi Duplomb une « remise en question de la place de l’expertise scientifique dans le processus d’autorisation de mise sur le marché à travers un affaiblissement du rôle de l’Anses ». En juillet, l'institut écologie et environnement du CNRS déclare « regretter profondément l'adoption de cette loi à la vision court-termiste et ses conséquences graves sur l'environnement, qui méprise santé et bien-être de la population, [ainsi que] le rôle des espèces sauvages dans la production agricole ». Son directeur scientifique adjoint Philippe Grandcolas, et le médecin et président de l'association Alerte des médecins sur les pesticides Pierre-Michel Perinaud indiquent que selon eux, le consensus scientifique sur la toxicité de l'acétamipride est parfaitement clair. Le Conseil national de l'Ordre des médecins prend également une position défavorable à la loi Duplomb le 30 juillet 2025.
De nombreuses voix dans la communauté médicale estiment qu’elle constitue un recul majeur du principe de précaution alors que « l’Institut national de la santé et de la recherche médicale (Inserm) a établi, depuis 2013, un lien entre l’exposition aux pesticides et certains cancers, lien reconfirmé en 2021 », menant à la reconnaissance de maladies professionnelles liées aux pesticides dans l'agriculture.
- Un collectif de médecins, chercheurs et pédiatres, soutenu par plusieurs sociétés savantes françaises, a publié un appel dans lequel il compare la situation à celle du chlordécone, pesticide hautement toxique utilisé aux Antilles françaises pendant plusieurs décennies malgré les alertes sanitaires ;
- Des inquiétudes concernent particulièrement les expositions prénatales et infantiles, plus sensibles aux perturbateurs endocriniens et aux neurotoxiques. L'Agence nationale de sécurité sanitaire (Anses) a elle-même reconnu que les évaluations de sécurité ne permettent pas d’exclure totalement un effet délétère sur le développement neurologique chez l'enfant.

Des chercheurs dénoncent « la négation des faits scientifiques », le Conseil national de l'Ordre des médecins déplorant quant à lui « l’écart persistant entre les connaissances scientifiques disponibles et les décisions ».
Le 29 juillet, Le Monde publie une tribune signée par plusieurs représentants d'associations de patients, de sociétés savantes médicales et scientifiques et demandant au Conseil constitutionnel de « répondre à l’exigence démocratique exprimée fortement par les citoyens français ». La tribune complète : « Le Conseil constitutionnel doit constater l’incompatibilité de la loi Duplomb avec le principe de précaution inscrit dans la Charte de l’environnement »,.

### Monde politique
La loi et la pétition record divisent les élus du groupe central, et certains membres de majorité demandent un avis scientifique,. Ainsi, Gabriel Attal suggère que l'Anses donne son avis sur le texte, ce que soutient la ministre de la Transition écologique. Pour Hervé Jactel, directeur de recherche à l'Institut national de recherche pour l'agriculture, l'alimentation et l'environnement (INRAE) et ancien président de deux groupes de travail de l’Agence nationale de sécurité sanitaire de l'alimentation, de l'environnement et du travail (Anses) sur les alternatives à l’usage des néonicotinoïdes, les propositions de demander une troisième fois son avis à l'Anses, qui a déjà conclu par deux fois qu'il existait des alternatives, sont ridicules.
Compte tenu du succès de la pétition, Yaël Braun-Pivet, présidente de l'Assemblée nationale se déclare « favorable » à l'organisation d'un tel débat, mais estime qu'il « ne pourra en aucun cas revenir sur la loi votée »,. Le 22 juillet, la majorité des partis se déclarent favorables à un débat, et le gouvernement indique qu'il pourra avoir lieu à la rentrée, mi-septembre,,. Selon Laurent Duplomb, la pétition a pour but de mettre sous pression le Conseil constitutionnel, qui doit se prononcer avant le 10 août. Emmanuel Macron a la possibilité de demander le réexamen du texte, et la reprise d'une procédure législative classique,.
Plusieurs députés ayant soutenu le texte ou s'y étant opposés sont victimes de menaces de mort et d'actes de vandalisme,,.
Parmi eux, la députée Modem Delphine Lingemann voit sa permanence vandalisée par des militants en raison de son soutien à la loi, bien qu'elle se dise opposée à la réintroduction de l'acétamipride. Elle justifie son vote par le coût élevé de l'agriculture biologique et la nécessité de « sauver certaines filières agricoles », décrivant une situation complexe : « Je ne peux pas ne pas soutenir nos agriculteurs. Et je ne peux pas non plus laisser dire que j’ai voté une loi contre la santé des Français », considérant l'acétamipride comme la « moins pire des solutions ».
À l'inverse, plusieurs élus écologistes, dont les députés Jean-Louis Roumégas et Delphine Batho voient leurs permanences dégradées par des membres de la Coordination rurale en raison de leur opposition à la loi,.
Une passe d'arme a lieu avec le chef Jacques Marcon, fils de Régis Marcon et lui-même frère du restaurateur et élu Les Républicains de Saint-Bonnet-le-Froid et Dunières en Haute-Loire : Jean-Pierre Marcon.

### Monde agricole
La FNSEA, les Jeunes agriculteurs et la Coordination rurale se félicitent de l'adoption de la loi. La Confédération paysanne dénonce un texte qui « entérine des régressions agricoles, sanitaires et écologiques d'une très grande gravité, taillées sur mesure pour l'agro-industrie et portées par les dirigeants de la FNSEA, déconnectés de leur base »,.
Les agriculteurs fortement divisés, se demandent si le texte aura un impact dans leur cour de ferme.